# BC Luleå
El BC Luleå es un club de baloncesto profesional de la ciudad de Luleå, que milita en la Basketligan, la máxima categoría del baloncesto sueco. Disputa sus partidos en el Luleå Energi Arena, con capacidad para 2,500 espectadores.

## Historia
El club fue fundado en 1976 como reemplazo del Gammelstads IF, que atravesaba graves problemas económicos. A su vez, el Plannja AB se fusionó con este nuevo equipo, dando lugar al Plannja Basket, denominación que tuvo hasta 2010, cuando se cambió su nombre a LF Basket Norrbotten. En 2015, el club pasó a llamarse BC Luleå, nombre que posee en la actualidad.
Es el club más laureado de Suecia con un total de 8 ligas (1997, 1999, 2000, 2002, 2004, 2006, 2007 y 2017). El equipo ha permanecido en la Basketligan desde su fundación en 1992 (26 años consecutivos). Han participado en múltiples ocasiones en competición europea, siendo su resultado más destacado llegar a los dieciseisavos de final de la Copa Saporta en el año 2000. En 2017, tras nueve años ausencia, participaron en la Basketball Champions League, no pudiendo pasar de 1ª ronda. 
Los jugadores más conocidos que ha pasado por el club han sido el alero sueco Jonas Jerebko (2006-2007), actualmente en los Golden State Warriors, el base estadounidense Keith McLeod (2013-2014) ex -Minnesota Timberwolves, Utah Jazz, Golden State Warriors e Indiana Pacers y el escolta estadounidense Carl Thomas (2000-2001) ex-Cleveland Cavaliers, Golden State Warriors y Orlando Magic.

## Nombres
- Plannja Basket (1976-2010)
- LF Basket Norrbotten (2010-2015)
- BC Luleå (2015–presente)

## Resultados en la Liga Sueca
| Temporada | División | Liga        | Posición | Play-Offs        | Competición Europea                           |
| --------- | -------- | ----------- | -------- | ---------------- | --------------------------------------------- |
| 2000-01   | 1ª       | Basketligan | 1º       | Semifinales      | 3ª Suproliga - Fase de grupos                 |
| 2001-02   | 1ª       | Basketligan | 1º       | Campeones        | –                                             |
| 2002-03   | 1ª       | Basketligan | 2º       | Subcampeones     | 4ª FIBA Europe Champions Cup - Fase de grupos |
| 2003-04   | 1ª       | Basketligan | 1º       | Campeones        | –                                             |
| 2004-05   | 1ª       | Basketligan | 1º       | Semifinales      | –                                             |
| 2005-06   | 1ª       | Basketligan | 1º       | Campeones        | –                                             |
| 2006-07   | 1ª       | Basketligan | 2º       | Campeones        | –                                             |
| 2007-08   | 1ª       | Basketligan | 3º       | Semifinales      | 3ª FIBA EuroCup - 2ª Ronda                    |
| 2008-09   | 1ª       | Basketligan | 6º       | Cuartos de final | –                                             |
| 2009-10   | 1ª       | Basketligan | 2º       | Subcampeones     | –                                             |
| 2010–11   | 1ª       | Basketligan | 2º       | Semifinales      | –                                             |
| 2011–12   | 1ª       | Basketligan | 6º       | Semifinales      | –                                             |
| 2012–13   | 1ª       | Basketligan | 7º       | Cuartos de final | –                                             |
| 2013–14   | 1ª       | Basketligan | 7º       | Cuartos de final | –                                             |
| 2014–15   | 1ª       | Basketligan | 4º       | Cuartos de final | –                                             |
| 2015–16   | 1ª       | Basketligan | 2º       | Semifinales      | –                                             |
| 2016–17   | 1ª       | Basketligan | 1º       | Campeones        | –                                             |
| 2017–18   | 1ª       | Basketligan | 1º       | Subcampeones     | 3ª Basketball Champions League - 1ª Ronda     |
| 2018–19   | 1ª       | Basketligan | 4º       | Cuartos de final | 4ª FIBA Europe Cup - 2ª Ronda                 |

## BC Luleå en competiciones europeas
Copa Korać 1993-94
| 1ª Ronda | ratiopharm Ulm | Plannja Basket | 92-72 | 90-84 |  |

Copa Korać 1994-95
| 1ª Ronda | Plannja Basket | Lavera Kaunas | 71-87 | 90-80 |  |

Copa Korać 1995-96
| 1ª Ronda | Plannja Basket | BC Avtodor Saratov | 82-87 | 87-78 |  |

Copa Korać 1996-97
| 1ª Ronda       | Plannja Basket        | CR Estrelas    | 89-44 | 61-88 |  |
| Fase de grupos | Plannja Basket        | AO Sporting    | 67-92 | 85-55 |  |
| Fase de grupos | Plannja Basket        | Arsenal        | 77-70 | 93-79 |  |
| Fase de grupos | Baník Cígel Prievidza | Plannja Basket | 85-82 | 89-60 |  |

Eurocopa de la FIBA 1997-98
| Fase de grupos | Plannja Basket | Cáceres CB     | 90-104 | 96-81 |
| Fase de grupos | Oliveirense    | Plannja Basket | 81-71  | 79-76 |
| Fase de grupos | Plannja Basket | FMP            | 81-62  | 92-80 |
| Fase de grupos | Keravnos B.C.  | Plannja Basket | 80-73  | 99-77 |
| Fase de grupos | BK Samara      | Plannja Basket | 94-81  | 84-91 |

Copa Saporta 1998-99
| Fase de grupos | Aris           | Plannja Basket | 92-60 | 80-103 |
| Fase de grupos | Limoges        | Plannja Basket | 61-58 | 72-83  |
| Fase de grupos | Plannja Basket | WATCO          | 66-77 | 75-88  |
| Fase de grupos | Plannja Basket | Široki         | 86-65 | 82-78  |
| Fase de grupos | HERZOGtel      | Plannja Basket | 83-80 | 88-81  |

Copa Saporta 1999-00
| Fase de grupos         | Adecco Milano  | Plannja Basket      | 86-67  | 66-60 |  |
| Fase de grupos         | BBC Okapi      | Plannja Basket      | 68-81  | 67-80 |  |
| Fase de grupos         | Plannja Basket | London Towers       | 72-65  | 67-78 |  |
| Fase de grupos         | KK Split       | Plannja Basket      | 104-82 | 89-63 |  |
| Fase de grupos         | Plannja Basket | Darüşşafaka Dernegi | 72-91  | 88-79 |  |
| Dieciseisavos de Final | Plannja Basket | Skyliners           | 63-74  | 71-58 |  |

Suproliga 2000-01
| Fase de grupos | Plannja Basket   | TSV Bayer 04      | 76-84  | 89-72  |
| Fase de grupos | Maccabi          | Plannja Basket    | 95-69  | 68-113 |
| Fase de grupos | Plannja Basket   | ÉB Pau-Orthez     | 62-75  | 86-59  |
| Fase de grupos | Iraklis          | Plannja Basket    | 89-74  | 90-94  |
| Fase de grupos | Plannja Basket   | KK Partizan       | 81-90  | 99-88  |
| Fase de grupos | Scavolini Pesaro | Plannja Basket    | 91-78  | 78-85  |
| Fase de grupos | Plannja Basket   | Krka              | 72-68  | 97-92  |
| Fase de grupos | Plannja Basket   | Telindus Oostende | 88-87  | 99-88  |
| Fase de grupos | Efes Pilsen      | Plannja Basket    | 104-75 | 84-92  |

FIBA Europe Champions Cup 2002-03
| Fase de grupos (Conferencia Norte) | UNICS          | Plannja Basket     | 84-69  | 75-98  |
| Fase de grupos (Conferencia Norte) | BK Ventspils   | Plannja Basket     | 119-79 | 68-91  |
| Fase de grupos (Conferencia Norte) | Plannja Basket | Gipsar Stal Ostrów | 61-77  | 103-90 |
| Fase de grupos (Conferencia Norte) | Plannja Basket | BK Opava           | 82-61  | 113-87 |
| Fase de grupos (Conferencia Norte) | BC Šiauliai    | Plannja Basket     | 97-84  | 72-71  |

FIBA EuroCup 2007-08
| 2ª Ronda | Plannja Basket | CSK VSS Samara | 73-91 | 84-70 |  |

Basketball Champions League 2017-18
| 1ª Ronda | BC Luleå | Telenet Giants Antwerp | 79-81 | 83-74 |  |

FIBA Europe Cup 2018-19
| 2ª Ronda | Tuři Svitavy / İstanbul BBSK | BC Luleå |  |  |

## Palmarés

### Liga
- Basketligan

-   -  Campeones (8): 1997, 1999, 2000, 2002, 2004, 2006, 2007, 2017

-   - Subcampeones (4): 1998, 2003, 2010, 2018

### Internacional
- Copa Saporta
  - Dieciseisavos de Final (1): 1999-2000

## Jugadores destacados
| - Jaraun Burrows - Nikita Meshcharakou - Yannick Anzuluni - Matija Poščić - Toni Prostran - Vesa Mäkäläinen - Robert Gilchrist - Will Neighbour - Robert Reisenbüchler - Alexandros Sigkounas - Conor Grace - Haukur Palsson - Valdas Kaukėnas - Donatas Sabaliauskas - Danilo Šibalić - Mladen Šoškić - Terry Williams - Johan Åkesson - Brandon Barton - Fredrik Björnsson - Daniel Eliasson - Jim Enbom | - Jonas Fredriksson - Torbjörn Gehrke - Håkan Larsson - Jonas Larsson - Jonathan Larsson - Niklas Larsson - Tom Lidén - Erik Lundmark - Rudy Mbemba - Martin Pahlmblad - Andreas Person - Jonathan Person - Anders Rönndahl - Adam Rönnqvist - John Rosendahl - Anton Saks - Jens Tillman - Jonas Wernqvist - Sarahbil Boucari - Daniel Alexander - Kodi Augustus - Travis Banks | - Tony Bethel - Albert Burditt - Corban Collins - Brian Curry - Shawn Dirden - Henry Dugat - Eric Elliott - Darren Engellant - Malcolm Grant - Esian Henderson - Marcus Jackson - Mark Kelley - Thomas Kenney - Tyrone Levett - Mark McCarroll - Brandon McKnight - Keith McLeod - Andrew Mitchell - Brett Nelson - Dan Oppland - Keith Ramsey - LaMarcus Reed | - Marcus Relphorde - Brandon Rozzell - Justin Safford - Casey Sanders - Eddie Shannon - Tavarius Shine - Josh Shoemaker - Adam Sonn - Derrick Stevens - Corey Stokes - Logan Stutz - Eric Taylor - Carl Thomas - Quinton Upshur - Alex Wesby - Carlos Wheeler - John Williamson - Roderick Wilmont - Terrance Woodbury - Brent Wright - Rayford Young - Timothy Kearney | - Olivier Ilunga - Brice Massamba - Thomas Massamba - Dimitrios Panagiotopoulos - Alexis Tastsidis - Samir Ali Hussein - Jonas Jerebko - Dee Ayuba - Urule Igbavboa - Cliff Colimon - Fred Drains - Bo Heiden - Gerald Riley - Tim Whitworth |